# 李漢昌
李 漢昌（イ・ハンチャン、朝鮮語: 이한창、1883年5月24日または1893年5月 - 1980年6月21日）は、日本統治時代の朝鮮の教員、朝鮮総督府官僚、大韓民国の政治家。第2代韓国国会議員。本貫は全義李氏。日本名は平川 眞次。

## 経歴
忠南牙山または全南求礼出身。1914年に水原高等農林学校（現・ソウル大学校農科大学）卒。
新昌と温陽の普通学校で教師生活を送った後、1925年に全羅南道庁に入庁し、内務部産業科で勤務。1934年9月に長城郡庶務主任、1935年6月に莞島郡郡守、その後は求礼郡郡守、咸平水利組合理事を務めた。解放後は全南道農林局長、全南漁業組合理事長を歴任した。第2代総選挙で全羅南道求礼郡選挙区から当選した国会議員の李判烈が死去した後、自由党所属で1952年の補欠選挙に出馬・当選し、国会議員を1期務めた。
議員引退後は第7・8代水産中央会会長を務め、1980年に老衰により入院中に死去した。享年88。